# Королёв, Виталий Иванович
Вита́лий Ива́нович Королёв (5 мая 1916, с. Боголюбово, Петропавловский уезд, Акмолинская область — 4 ноября 1957, Смоленск) — Герой Советского Союза (27 июня 1945), военный лётчик 2-го класса (1950), полковник (1954).

## Биография
Родился 22 апреля (5 мая) 1916 года в селе Боголюбово (ныне — Кызылжарского района Северо-Казахстанской области (Казахстан).
С 1920 года жил в селе Ильинка (Казанский район Тюменской области). В 1934 году окончил 7 классов школы в селе Елизаветопольское Карталинского района Челябинской области, в 1935 — 1 курс горно-угольного техникума в городе Копейск (Челябинская область).
В армии с августа 1935 года. В 1939 году окончил Сталинградскую военную авиационную школу лётчиков (город Волгоград). Служил в строевых частях ВВС (в Северо-Кавказском и Одесском военных округах); был лётчиком, штурманом авиаполка и штурманом авиаэскадрильи.
Участник Великой Отечественной войны: в июне 1941 — феврале 1944 — командир звена, командир авиаэскадрильи, штурман и заместитель командира 146-го (с сентября 1943 — 115-го гвардейского) истребительного авиационного полка. Воевал на Южном, Юго-Западном, Западном, Брянском и 1-м Прибалтийском фронтах. Участвовал в оборонительных боях в Центральной Украине и на ростовском направлении, Барвенково-Лозовской (январь 1942), Орловской (июль-август 1943), Невельской (октябрь 1943) и Городокской (декабрь 1943) операциях.
В феврале-мае 1944 — командир авиаэскадрильи 89-го гвардейского истребительного авиационного полка (1-й Прибалтийский фронт). Участвовал в Витебской операции (февраль-март 1944).
17 января 1944 года, будучи в нетрезвом состоянии, застрелил на аэродроме из пистолета ТТ помощника командира 115-го гвардейского истребительного авиационного полка по воздушно-стрелковой службе майора Мурата Десятниченко. 14 февраля 1944 года военным трибуналом 1-го Прибалтийского фронта приговорён к 7 годам лишения свободы в исправительно-трудовом лагере без поражения в правах. Направлен в действующую армию до окончания боевых действий. В последующем 27 августа 1944 года военный трибунал 1-го Прибалтийского фронта полностью снял с него судимость.
С мая 1944 — заместитель командира 482-го истребительного авиационного полка (3-й Белорусский и 1-й Украинский фронты). Участвовал в Витебско-Оршанской (июнь 1944), Вильнюсской (июль 1944), Каунасской (июль-август 1944), Сандомирско-Силезской (январь-февраль 1945), Нижне-Силезской (февраль 1945), Верхне-Силезской (март 1945), Берлинской (апрель-май 1945) и Пражской (май 1945) операциях.
За время войны совершил 455 боевых вылетов на истребителях И-16, МиГ-3, Як-1, Як-7Б, Як-9, Ла-5 и Ла-7, в 77 воздушных боях сбил лично 17 и в составе группы 4 самолёта противника.
После войны до декабря 1947 года был заместителем командиров 482-го и 41-го гвардейского истребительных авиационных полков (в Центральной группе войск; Чехословакия и Венгрия). В 1948 году окончил Липецкие высшие офицерские лётно-тактические курсы усовершенствования ВВС.
В феврале-июле 1949 — заместитель командира, с июля 1949 — командир 304-го истребительного авиационного полка (в Приморском военном округе).
В ноябре 1950 — сентябре 1951 находился в спецкомандировке в Китае в качестве командира 304-го истребительного авиационного полка. Лётчики полка осуществляли переучивание китайских лётчиков на истребители Ла-9 и прикрытие объектов Китая от налётов авиации противника во время войны в Корее.
С февраля 1952 года вновь находился в спецкомандировке в Китае (подробностей пока не установлено).
С октября 1954 — заместитель командира 17-й истребительной авиационной дивизии ПВО по лётной подготовке (город Ржев Тверской области). С мая 1957 года полковник В. И. Королёв — в запасе.
Жил в городе Смоленск. Умер 4 ноября 1957 года. Похоронен на кладбище «Клинок» в Смоленске.

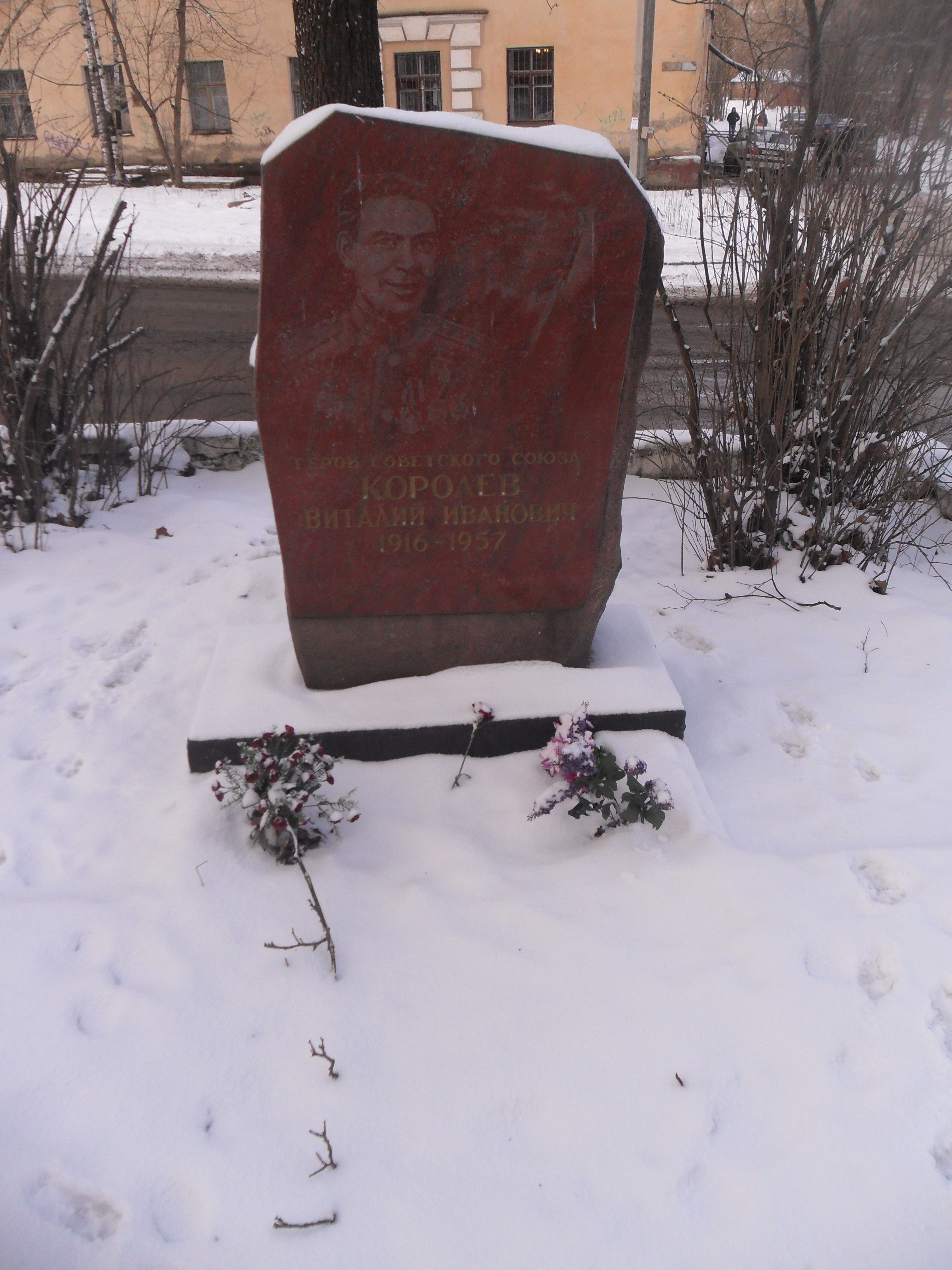
Памятник на могиле В. И. Королёва в Смоленске.

## Награды
- Герой Советского Союза (27.06.1945);
- орден Ленина (27.06.1945);
- 3 ордена Красного Знамени (12.03.1942; 8.08.1943; 30.12.1956);
- 2 ордена Красной Звезды (6.11.1941; 15.11.1950);
- медаль «За боевые заслуги» (5.11.1946);
- другие медали СССР;
- чехословацкий военный крест 1939—1945 годов (23.02.1947).

## Память
- Именем В. И. Королёва названа улица в селе Ильинка Казанского района Тюменской области.